# 沈觐宸

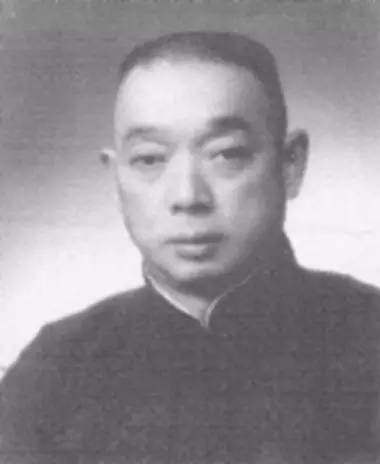

沈觐宸（1881年3月11日—1962年2月19日），字筍玉、号肩红、晚号卷阿，福建省福州府侯官縣人，中华民国海军少将。其曾祖父为晚清大臣沈葆桢，父亲为曾任船政大臣的沈翊清。
1897年，沈觐宸入读福州船政前学堂第六届制造科。1903年，中癸卯恩科举人。翌年，授内阁中书舍人。1907年，任监察御史。1913年，赴法国留学，后又因第一次世界大战爆发而转入瑞士洛桑飞机专门学校，获飞机工程师学位。1919年回国，1920年出任福州海军制造学校校长。1921年，被授予海军造械大监。翌年调任北京南苑航空学校校长。1925年，任航空署航运厅厅长，并于同年晋授海军造械主监。1926年，出任福州海军学校代校长。1928年，任国民革命军海军司令部编译处秘书长。1930年，出任海军部少将衔技正，主编《海军杂志》。翌年，担任海军全军校阅委员。1934年福建事变后，退往南京。1947年，晋升海军轮机少将。中华人民共和国成立后，任福建省政协常委、福建省文史馆馆员。1962年于上海病逝，葬于上海万国公墓。
著有《红楼梦考证》、《海事大事记》、《海军编年史》等。